# Metropolia Tuxtla Gutiérrez
Metropolia Tuxtla Gutiérrez – metropolia Kościoła rzymskokatolickiego w Meksyku. Erygowana w dniu 25 listopada 2006 roku. W skład metropolii wchodzi 1 archidiecezja i 2 diecezje.
W skład metropolii wchodzą:
- Archidiecezja Tuxtla Gutiérrez
  - Diecezja San Cristóbal de Las Casas
  - Diecezja Tapachula